# John Mekoa
Ramakgobotla John „Johnny“ Mekoa (* 11. April 1945 in Etwatwa, Benoni; † 3. Juli 2017 in Crystal Park, Benoni) war ein südafrikanischer Jazzmusiker (Trompete, Flügelhorn, Dirigat) und Musikpädagoge.

## Leben und Wirken
Mekoa wurde 1964 ein formales Musikstudium aus rassistischen Gründen verweigert. Die Anfangsgründe des Jazz brachte ihm ein Bruder bei; auf Vermittlung seines Nachbarn Caiphus Semenya kam er in Kontakt mit den Jazzmusikern Barney Rachabane und Pat Matshikiza. Er begann dann in den Nachtclubs von Johannesburg als professioneller Musiker zu arbeiten. 1970 war er Gründungsmitglied von Victor Ndlazilwanas Jazz Ministers, die Alben wie Nomvula's Jazz Dance oder Zadive veröffentlichten. Nach dem Tod 1978 von Ndlazilwana leitete er die Band, mit der er auf dem Newport Jazz Festival auftrat. Mit Abdullah Ibrahim tourte er Anfang der 1990er Jahre durch Europa. Auch arbeitete er mit Jonas Gwangwa, Hugh Masekela, Winston Mankunku oder Victor Ntoni.
1991 konnte er an der University of Natal das langersehnte Musikstudium absolvieren. Mit einem Fulbright-Stipendium konnte er dann an der Indiana University in den Vereinigten Staaten sein Studium fortsetzen. Als Master kam er 1994 zurück und gründete in einem Township bei Kapstadt die Gauteng Music Academy, um sich weiter auf die Nachwuchsbildung zu konzentrieren. Mit dem von ihm geleiteten Music Academy of Gauteng Jazz Orchestra trat er auch in Europa und Nordamerika auf; mit der MAG Big Band begleitete er die Sänger Kevin Mahogany (2004) und Everett Greene (2005). Er wirkte als Präsident der South African Association for Jazz Education.

## Preise und Auszeichnungen
Mekoa wurde die Ehrendoktorwürde der University of Pretoria und der University of South Africa für seine Beiträge zur Musik verliehen. Auch wurde er mit dem Life Achievement Award der Schwedischen Jazzföderation geehrt und mehreren Preisen der Metropolgemeinde Ekurhuleni. 2015 erhielt er den südafrikanischen  ACT Lifetime Achievement Award for Arts Advocacy. Der Präsident der Republik Südafrika verlieh ihm im selben Jahr den Order of Ikhamanga in Silber.

## Diskographische Hinweise
- The Ministers Live at the Newport Jazz Festival 1976 (Gallo 1976)
- Abdullah Ibrahim  Mantra Mode (Enja 1991, mit Basil Coetzee, Robbie Jansen, Errol Dyers, Spencer Mbadu, Monty Weber)
- Jonas Gwangwa A Temporary Inconvenience (Epic, 2000)